# Пајак (планина)
Пајак (грчки:Πάικο, Пајко) је планина у Грчкој, у области Егејска Македонија.
Планина се простире у средишњем делу Егејске Македоније, а преко ње пролази граница између општина Пеонија (на истоку), Меглен (на западу) и Пела на југу, које припадају административној области - периферији Средишња Македонија. Највиши врх Пајака је Поглед (Πογλέτι, Поглети) висок 1.650 метара. Други високи врхови су Вртоп (Βερτόπια, Вертопија), 1.490 метара и Гроб (Γκροπ, Гроп), 1.458 метара.
У источном подножју Пајака леже градови Гуменџе (Гумениса) и Бојмица (Аксиуполи), у јужном Пазар (Јаница), а у западном област Меглен (Моглена).